# Can Barris
Can Barris est un mas situé à La Vajol, en Catalogne (Espagne). Il est classé dans l'Inventaire du patrimoine architectural de Catalogne

## Description
Situé à un kilomètre du village, le mas de Can Barris est une grande maison rectangulaire construite sur la roche. Le rez-de-chaussée était initialement destiné au bétail. Il y a deux étages, dont le premier était celui des maîtres de maison. Sur la façade principale côté sud, décorée par deux grandes arches en granit, se trouve l'entrée du bâtiment.

## Histoire
C'est à Can Barris que se tient la dernière réunion officielle de la République espagnole et où loge le bataillon de la garde présidentielle. Depuis Can Barris, le président Manuel Azaña et ceux qui l'accompagnent franchissent le col de Lli en route vers l'exil le 5 février 1939.